# Els Andersson Road Movie
Els Andersson Road Movie (originalment en suec, Sune på bilsemester) és una pel·lícula de comèdia sueca que es va estrenar als cinemes de Suècia el 25 de desembre de 2013. Va ser escrita per Hannes Holm juntament amb Anders Jacobsson i Sören Olsson, i compta amb William Ringström, Morgan Alling i Anja Lundqvist com a actors. La versió doblada al català es va estrenar el 2015 amb la distribució de Paycom Multimedia.

## Sinopsi
La família dels Andersson fa un viatge per carretera per Europa cap a un poble del Tirol del Sud, on el senyor i la senyora Andersson va anar de lluna de mel vint anys abans. Al poble, en Sune coneix una noia que li agrada, però també es troben un artista que pot enriquir la família.

## Producció

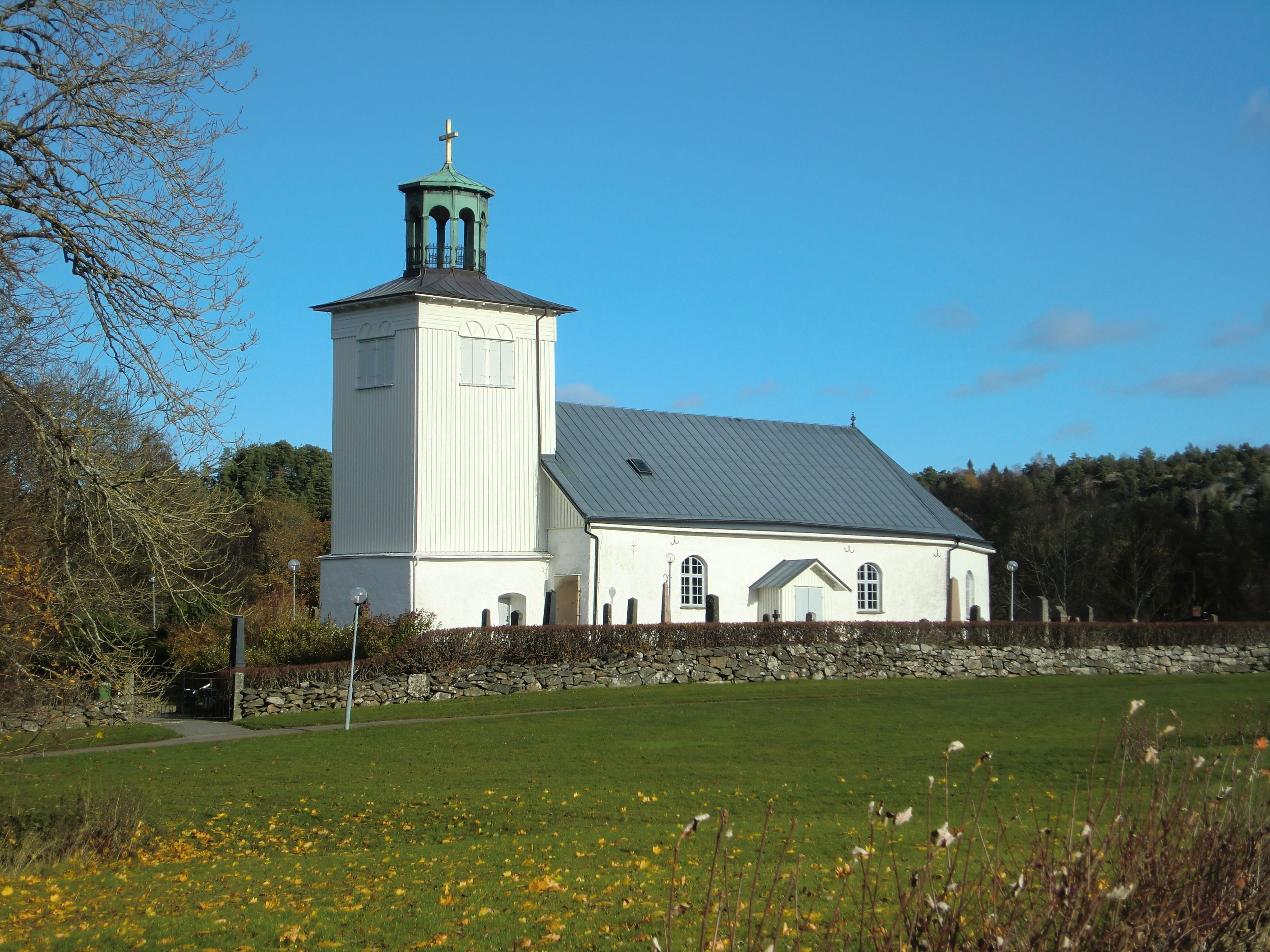
Les gravacions es van dur a terme a l'església de Nödinge

Les escenes del casament de l'església del principi de la pel·lícula es van rodar a l'església de Nödinge a principis de juliol de 2013.
Les escenes de vacances es van rodar a llocs com Hannover, Bozen, el pas del Brenner i el poble tirolenc de Margreid an der Weinstraße. Les escenes del parc d'atraccions es van rodar a Ravenna, però representen el centre d'Alemanya.

## Repartiment
- William Ringström – Sune
- Morgan Alling – Rudolf
- Anja Lundqvist – Karin
- Julius Jimenez Hugoson – Håkan
- Hanna Elffors Elfström – Anna
- Johannes Sjöblom – Benjamin
- Julia Dufvenius – Sabina
- Erik Johansson – Pontus
- Feline Andersson – Hedda
- Kajsa Halldén – Sofie
- Kalle Westerdahl – Ragnar
- Frida Hallgren – Yvonne
- Bonn Ulving – Pär
- Dao Di Ponziano – Nicole/Nora de jove
- Claudia Galli Concha – Nicole